# Eduard Engelmann Jr.
Eduard Engelmann Jr. (14 de julho de 1864 – 31 de outubro de 1944) foi um patinador artístico, ciclista e engenheiro austríaco. Engelmann foi tricampeão do Campeonato Europeu. Ele teve três filhos, sendo que todos se tornaram patinadores: Edi, Helene e Christine, que casou com Karl Schäfer.

## Principais resultados
| Campeonato Europeu | Medalha de ouro | Medalha de ouro | Medalha de ouro |